# Thesea campanulifera
Thesea campanulifera is een zachte koraalsoort uit de familie Plexauridae. De koraalsoort komt uit het geslacht Thesea. Thesea campanulifera werd in 1910 voor het eerst wetenschappelijk beschreven door Nutting. 